# Olenegorsk
Olenegorsk (en russe : Оленегорск) est une ville de l'oblast de Mourmansk, dans la péninsule de Kola, en Russie. Sa population s'élevait à 20 697 habitants en 2019.

## Géographie
Olenegorsk est située au bord du fleuve Kola, à 93 km au sud de Mourmansk et à 1 397 km au nord de Moscou. L'économie locale est fondée, depuis les origines, sur l'exploitation des mines de fer locales, qui approvisionnent les usines Severstal de Tcherepovets. L'activité dépend aussi de deux bases militaires : la base aérienne d'Olenia et la station radar d'Olenegorsk.

## Histoire
La localité est fondée en 1916 et obtient le statut de commune urbaine en 1949 puis celui de ville en 1957. Son économie est fondée sur l'extraction et la préparation du minerai de fer. Olenegorsk se trouve sur la voie ferrée principale qui traverse la péninsule de Kola jusqu'à Mourmansk. 
À proximité d'Olenegorsk se trouve la base aérienne d'Olenia et depuis les années 1960 un radar d'alerte précoce.

## Population
Recensements (*) ou estimations de la population
| 1959*  | 1970*  | 1979*  | 1989*  | 2002*  |
| ------ | ------ | ------ | ------ | ------ |
| 12 110 | 21 485 | 27 369 | 35 584 | 25 166 |

| 2006   | 2010*  | 2012   | 2013   | 2014   |
| ------ | ------ | ------ | ------ | ------ |
| 23 581 | 23 072 | 22 405 | 21 736 | 21 301 |

| 2015   | 2016   | 2017   | 2018   | 2019   |
| ------ | ------ | ------ | ------ | ------ |
| 21 003 | 21 097 | 21 039 | 20 847 | 20 697 |